# Riding in Vans with Boys
Riding in Vans with Boys è un film documentario diretto da Matthew Beauchesne, che descrive le esperienze della band Kut U Up, un gruppo relativamente sconosciuto che ha aperto concerti nella primavera 2002 a gruppi famosi, come i blink-182, i Green Day e i Jimmy Eat World, nel Pop Disaster Tour. Il documentario è stato filmato con alcune telecamere che la band aveva inserito nel loro nuovo furgone, e descrive gli eventi del tour. Il nome del film è un riferimento al libro/film Riding in Cars with Boys.